# Francesco Montemezzano
Francesco Montemezzano (Verona, 1555 - Veneza, depois de 1602) foi um pintor da escola veneziana, discípulo de Paolo Veronese.
A maioria de suas obras foram feitas na região de Veneto. Em 1581, ele completou, inspirado pelo estilo de seu mestre, O Batismo de Cristo, colocado no santuário da Madonna de Lendinara. O trabalho que retrata O martírio dos santos Fermo e Rustico remonta a 1590 e é dedicado à igreja homónima de Lonigo.

## Principais obras

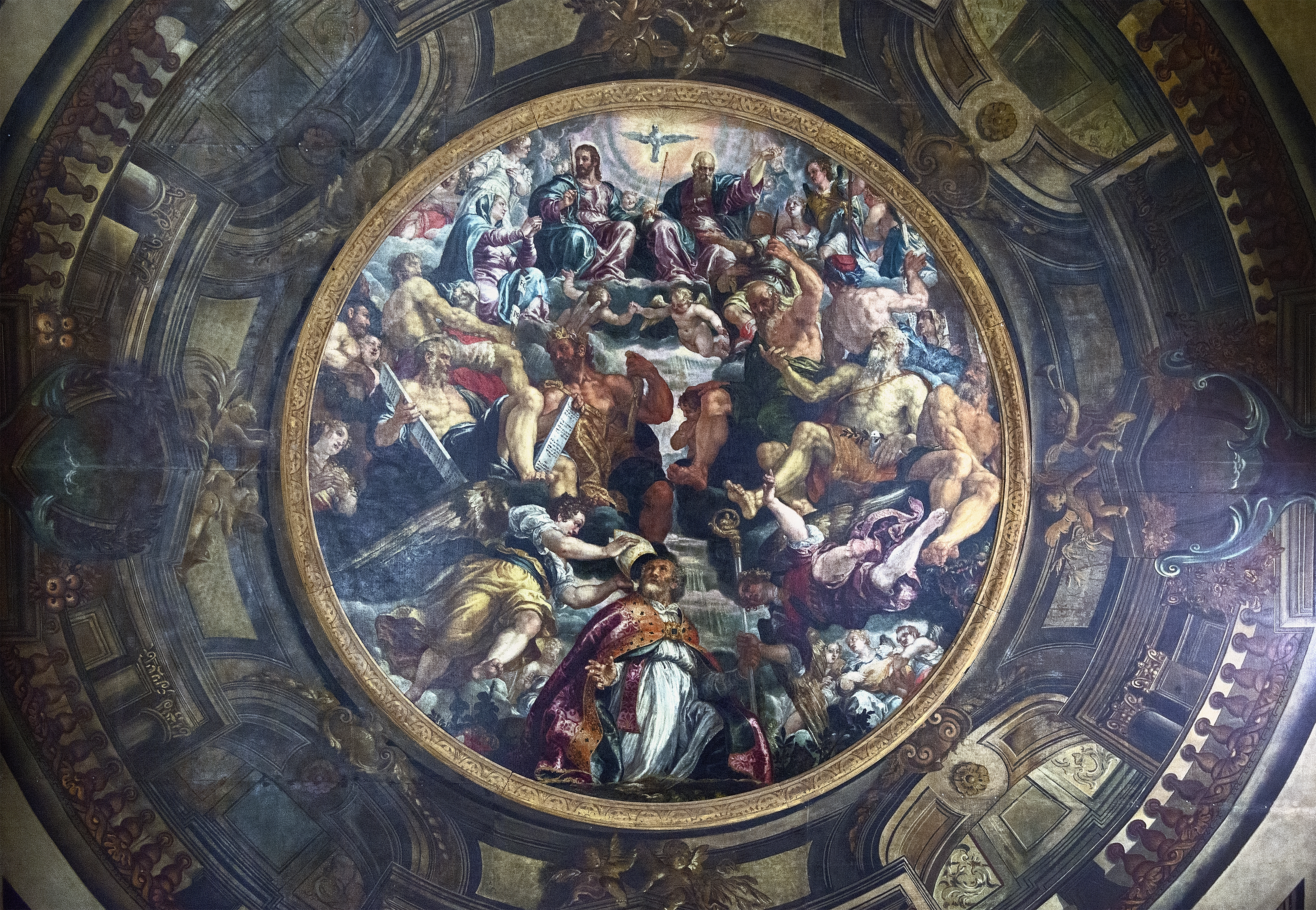
teto da Igreja de São Nicolau dei Mendicoli em Veneza.

- L'Architecture, L'Éloquence, La Prudence, La Science, Palais des beaux-arts de Lille
- Portrait d'un docteur, Musée des beaux-arts et d'archéologie de Besançon
- Portrait d'une femme, Metropolitan Museum of Art de New York[3]
- Portrait d'une dame en noir avec un corsage de dentelle, Palácio Pitti de Florença
- Saint Mathieu Chiesa di San Francesco della Vigna Veneza
- Parte central do teto da Igreja de São Nicolau dei Mendicoli em Veneza